# Winfried Ellerhorst
Winfred (Winfrid, Winfried) Ellerhorst OSB (* 29. Juli 1892 in Münster als Josef Ernst Ellerhorst; † 5. April 1948) war ein deutscher römisch-katholischer Benediktinermönch.

## Leben
Er studierte Philosophie und Theologie in Münster, Erdington bei Birmingham und Gerleve-Grüssau. Nach der Profess am 3. Mai 1915 (Erdington) und der Priesterweihe am 12. Juni 1920 war er Organist, Annalist, Prokurator, Orgelsachverständiger im Bistum Meißen und Seelsorger in Ludesch, Düns, Buchboden.

## Schriften (Auswahl)
- Der Pilger nach Weingarten. Für alle Verehrer des kostbaren Blutes Christi. Ravensburg 1926, OCLC 72186010.
- Handbuch der Orgelkunde. Die mathematischen und akustischen, technischen und künstlerischen Grundlagen sowie die Geschichte und Pflege der modernen Orgel. Einsiedeln 1936, OCLC 931334379.
- Geschichte des heiligen Blutes zu Weingarten. Weingarten 1937, OCLC 162882948.
- Das Glockenspiel. Bärenreiter, Kassel [ca. 1940].
- Prophezeiungen über das Schicksal Europas. Visionen berühmter Seher aus zwölf Jahrhunderten. München 1951.

| Personendaten    | Personendaten                               |
| ---------------- | ------------------------------------------- |
| NAME             | Ellerhorst, Winfried                        |
| ALTERNATIVNAMEN  | Ellerhorst, Josef Ernst (Geburtsname)       |
| KURZBESCHREIBUNG | deutscher römisch-katholischer Ordensbruder |
| GEBURTSDATUM     | 29. Juli 1892                               |
| GEBURTSORT       | Münster                                     |
| STERBEDATUM      | 5. April 1948                               |